# Произведение Громова
Произведение Громова  оценивает расстояние, на котором две геодезические из одной точки начинают существенно расходиться.
Используется, в частности для определения метрики на абсолютной границе метрического пространства.
Названо в честь Михаила Леонидовича Громова. 

## Определение
Пусть  {\displaystyle p} — отмеченная точка метрического пространства {\displaystyle (X,d)}.
Тогда, произведением Громова (с центром в {\displaystyle x}) точек {\displaystyle y} и {\displaystyle z} этого пространства называется величина
{\displaystyle (y,z)_{p}:={\tfrac {1}{2}}\cdot (d(p,y)+d(p,z)-d(y,z)).}

## Свойства
- Произведение Громова неотрицательно и симметрично: {\displaystyle \forall p,y,z\in X\quad (y,z)_{p}=(z,y)_{p},\quad (y,z)_{p}\geq 0.}
- Для случая дерева, {\displaystyle (y,z)_{p}} есть длина совпадающей части кратчайших {\displaystyle [py]} и {\displaystyle [pz]}.
- Для дерева выполняется неравенство.
{\displaystyle (x,z)_{p}\geqslant \min {\big \{}(x,y)_{p},(y,z)_{p}{\big \}};}

иначе говоря, наименьшие две величины из {\displaystyle (x,z)_{p}}, {\displaystyle (x,y)_{p}} и {\displaystyle (y,z)_{p}} совпадают.
- Для {\displaystyle \delta }-гиперболических пространств выполняется неравенство.
{\displaystyle (x,z)_{p}\geqslant \min {\big \{}(x,y)_{p},(y,z)_{p}{\big \}}-\delta .}